# Chelymorpha
Chelymorpha är ett släkte av skalbaggar. Chelymorpha ingår i familjen bladbaggar.
Kladogram enligt Catalogue of Life:
| Chelymorpha | \| \| Chelymorpha cassidea \| \| \| \| \| \| Chelymorpha cribraria \| \| \| \| \| \| Chelymorpha phytophagica \| \| \| \| |
|             | \| \| Chelymorpha cassidea \| \| \| \| \| \| Chelymorpha cribraria \| \| \| \| \| \| Chelymorpha phytophagica \| \| \| \| |
|             | Chelymorpha cassidea |
|             | |
|             | Chelymorpha cribraria |
|             | |
|             | Chelymorpha phytophagica                                                                                                  |
|             | |